# 白滝山荘
いんのしまペンション 白滝山荘（いんのしまペンション しらたきさんそう）は、広島県尾道市（旧因島市）の因島にある宿泊施設。

## 概要
因島北部の白滝山登山口に位置する洋館ペンション。宿泊部屋は洋室で、食事は和食になる。食事のみの利用もできる（要予約）。客室は、シングル1室、ツイン4室。チェックインは午後3時、チェックアウトは午前10時。
建物は1931年頃、バプテスト派マーレン・ファーナム(Marlin D. Farnum)宣教師のためにウィリアム・メレル・ヴォーリズが設計した邸宅（ミッションハウス）の「ファーナム邸」である 。戦後、日立造船がゲストハウスとして用いていたが、造船不況も相まって荒れ放題となっていたところ、現在のペンションオーナーが買い取って1987年に開業した。1999年、国の登録有形文化財に登録。

## 建物
設計はW,M,ヴォーリズ。建築面積105m2 。白地に赤の窓枠が特徴。
1階が鉄筋コンクリート造、2・3階が木造で、斜面地に建つ。2階に玄関がありメインフロアで、1階はいわゆるグラウンドフロア、3階屋根部屋が客室になる。それぞれに壁付暖炉が付いている。全体はハーフティンバー様式で、屋根は急傾斜の瓦葺でドーマー窓付き、エントランス周りは煉瓦で彩られている。ヴォーリズ建築の作風を色濃く残す。

## 交通
- 車
  - 西瀬戸自動車道（しまなみ海道） 因島北ICから約5分
- バス
  - 「因島インター入り口」バス停下車、徒歩約15分